# Baba (okręg Alba)
Baba – wieś w Rumunii, w okręgu Alba, w gminie Horea. W 2011 roku liczyła 44 mieszkańców.